# Ameer Makhoul
Ameer Makhoul (arabisch أمير مخول, DMG Amīr Maḫūl; * 19. Juni 1958) ist ein christlicher palästinensischer Israeli und der Direktor der in Haifa ansässigen Nichtregierungsorganisation „Ittijah“. Im Mai 2010 wurde Makhoul verhaftet und der Spionage angeklagt.

## Vorgeschichte
Die Organisation „Ittijah“ wurde im Jahr 2004 als beisitzendes Mitglied in den Wirtschafts- und Sozialrat der Vereinten Nationen gewählt. Schon seit vielen Jahren wurde Makhoul eingeschüchtert. So wurde er mehrmals am Flughafen daran gehindert, zu internationalen Kongressen zu fliegen.

## Verhaftung
Am 6. Mai wurde Ameer Makhoul mitten in der Nacht in einer Überfall-Operation in seinem Haus verhaftet. Über die Affäre wurde eine Nachrichtensperre verhängt. Makhoul behauptet, während der Verhöre gefoltert worden zu sein.
Außerdem konnte Makhoul während der Haftzeit nicht ungestört mit seinen Verteidigern sprechen, was dem israelischen Recht widerspricht.
Während dieser ersten Haftzeit war nicht klar, wessen Makhoul beschuldigt wurde. Erst Ende Mai wurde gegen Makhoul Anklage erhoben. In der Anklage werden Makhoul und ein zweiter Verhafteter der Spionage für die Hisbollah beschuldigt. Gemäß der Anklage habe Makhoul den Hisbollah-Agenten 2008 in Dänemark getroffen und rekrutiert worden. Im Oktober 2010 wurde eine Verständigung im Strafverfahren ausgehandelt, gemäß derer er für die Hisbollah Spionage betrieben habe. Dafür wurde die Anklage des Hochverrats fallengelassen, wofür Makhoul sein restliches Leben im Gefängnis hätten verbringen müssen. Im Januar 2011 wurde Makhoul zu neun Jahren Gefängnis verurteilt.
Die Organisation Amnesty International nahm sich des Falles an, vor allem wegen der Beschuldigungen der Folter. Die Bundestags-Abgeordneten Annette Groth, Jan van Aken, Christine Buchholz und weitere richteten am 9. Juli eine Kleine Anfrage an die Bundesregierung, die die Regierung am 26. Juli beantwortete.

## Persönliches Leben
Makhoul ist der Bruder des ehemaligen Knesset-Abgeordneten Issam Makhoul und mit Janan Abdou verheiratet, auch sie eine Aktivistin und Forscherin.